# Programme Mincome
Le programme Mincome est une expérimentation sociale de revenu de base inconditionnel et annuel, menée à la fois dans la ville de Winnipeg (450 000 habitants à l'époque) et dans la ville de Dauphin, au Canada dans les années 1970. Le projet, financé conjointement par le gouvernement provincial du Manitoba et le gouvernement fédéral canadien, commença par un article de presse le 22 février 1974 et fut suspendu en 1979.

## Objectif
Le projet avait pour but de déterminer si la mise en place d'un revenu de base, essentiellement à destination des plus pauvres, aurait un effet désincitatif à travailler sur les bénéficiaires, et dans quelle mesure. Le programme incluait également un axe de recherche sociologique sur les comportements sociaux, familiaux et la cohésion sociale, mais ce dernier fut rapidement abandonné, faute de budget.

## Résultats
L'expérience fut interrompue en 1979 sans publication d'un rapport, mais depuis 2007 le Dr Evelyn Forget s'est lancée dans l'étude des données accumulées tout au long de l'expérience sur la ville de Dauphin,.
Avant elle, le Pr. Wayne Simpson avait mis en évidence que seules les nouvelles mères (mariées) et les adolescents travaillaient moins. Les mères ayant des enfants en bas âge arrêtèrent de travailler pour rester davantage avec leurs bébés ; tandis que les adolescents, ne subissant plus autant de pression pour aider leur famille, purent continuer leurs études secondaires et ce avec plus de succès.
Sur la base de ces analyses, Evelyn Forget, intéressée essentiellement aux coûts des soins de santé, s'est concentrée sur les résultats en matière de santé publique. Elle a ainsi observé une baisse de fécondité chez les jeunes femmes, une baisse de la fréquentation des hôpitaux de 8,5 % en même temps qu'une forte diminution des accidents liés au travail, ainsi qu'une diminution des admissions aux services hospitaliers d'urgences pour des accidents de la voie publique ou des violences domestiques,.